# آني لو كلارك
آني لو كلارك (بالفرنسية: Annie Leclerc )‏ (و. 1940 – 2006 م) هي فيلسوفة، من فرنسا، توفيت في باريس، عن عمر يناهز 66 عاماً.